# Općina Mislinja
Općina Mislinja (slo.:Občina Mislinja) je općina u sjevernoj Sloveniji u pokrajini Koruškoj i statističkoj regiji Koruškoj. Središte općine je naselje Mislinja.

## Zemljopis
Općina Mislinja nalazi se u sjevernom dijelu Slovenije, u jugoistočnom dijelu pokrajine Koruške. Središnji dio općine je dolina istoimene rijeke Mislinje. Istočno od doline izdiže se planina Pohorje, a zapadno Uršlja gora.
U općini vlada oštrija, planinska varijanta umjereno kontinentalne klime. Najvažniji vodotok u općini je rijeka Mislinja, koja u općini i izvire. Svi ostali vodotoci su mali i njeni su pritoci.

## Naselja u općini
Dovže, Gornji Dolič, Kozjak, Mala Mislinja, Mislinja, Paka, Razborca, Srednji Dolič,  Šentilj pod Turjakom, Tolsti Vrh pri Mislinji, Završe

## Šport
Od 2011. ŠD Rašla organizira Turnir v malem nogometu Mislinja.

## Vanjske poveznice
- Službena stranica općine